# Подвязье (Старицкий район)
Подвязье — деревня в Старицком районе Тверской области. Входит в состав Ново-Ямского сельского поселения.

## География
Находится в южной части Тверской области на расстоянии приблизительно 6 км на северо-восток от районного центра города Старица.

## История
Деревня была отмечена ещё на карте 1825 года. В 1859 году здесь (деревня Старицкого уезда) было учтено 12 дворов, в 1941 году — 54.

## Население
Численность населения: 122 человека (1859 год), 9 (русские 89 %) в 2002 году, 23 в 2010.